# Maskierflüssigkeit
Eine Maskierflüssigkeit (siehe auch Rubbelkrepp) ist ein Begriff aus der Malerei. Man versteht darunter eine Flüssigkeit, meist eine Gummilösung, die dazu dient, Teile des weißen Bildträgers oder farbiger Partien vorübergehend abzudecken, damit sie beim folgenden Farbauftrag ausgespart bleiben.